# ジョゼフ＝デジレ・ジョブ
ジョゼフ＝デジレ・ジョブ（Joseph-Désiré Job, 1977年12月1日 - ）は、フランス・メトロポール・ド・リヨン・ヴェニシュー出身のカメルーン代表の元サッカー選手。ポジションは、MF・FW。
同じくサッカー選手のジョエル・マティプとその兄マーヴィン・マティプを従兄弟に持つ。

## クラブ経歴

### 初期
リヨンの郊外で生まれたジョブは、10歳の時に地元オリンピック・リヨンの下部組織に入団し、フレデリック・カヌーテらと共にトレーニングを受けた。19歳の時にUEFAインタートトカップ 1997・ポーランドのオドラ・ヴォジスワフ戦 (5-2) でデビューすると、いきなりハットトリックを達成する活躍を見せた。
1999年8月1日にRCランスへ移籍し、UEFAカップ1999-2000で2得点を挙げるなどベスト4進出に貢献した。

### ミドルズブラ
ジョブは、2000年にブライアン・ロブソン監督率いるミドルズブラFCへ移籍金300万ポンドで加入する も、ハミルトン・リカルドやアレン・ボクシッチ等からポジションを奪えず、2001年12月にシーズン終了までリーグ・アンのFCメスに貸し出された。
メスでは、チームが降格したもののフォームを取り戻し、ミドルズブラ復帰後はレギュラーとしてプレーしていたが、2002年11月30日のウェスト・ブロムウィッチ・アルビオンFC戦で相手のダレン・ムーアと衝突した際に頭蓋骨が割れピッチ上で意識を失い、離脱を余儀なくされた。また、2003年9月29日の練習中に膝を捻ったことで4ヶ月離脱することが決定し、スティーブ・マクラーレン監督は「エヴァートンFC戦で決勝点を決めるなど、最近好調だっただけに彼が抜けるのは残念で大きな痛手だ」と語った。しかし、キャリアのハイライトはこの怪我明けから程なくしておとずれた。2004年2月29日にカーディフのミレニアム・スタジアムで行われたフットボールリーグカップ決勝・ボルトン・ワンダラーズFC戦で開始2分に先制点を挙げるなど2-1の勝利に貢献し、自身そしてチーム初となるタイトルを獲得。また、UEFAカップ2004-05出場権も得た。
そのUEFAカップでは、2004年11月15日にリヴァーサイド・スタジアムでのセルビア・モンテネグロのパルチザン・ベオグラード戦 (3-0) で得点を決め、ベスト16・ポルトガルのスポルティング・クルーベ・デ・ポルトゥガル戦でも得点したが敗退した。
一方、リーグ戦では2004-05シーズンに加入したマーク・ヴィドゥカ、ジミー・フロイド・ハッセルバインクの後塵を拝し、さらに翌シーズンになるとヤクブ・アイェグベニが加入し、さらに層が厚くなったことで居場所を失い、2005年8月31日にシーズン終了までサウジアラビアのアル・イテハドへ貸し出された。アル・イテハドでは、2005年11月5日にジッダで行われたAFCチャンピオンズリーグ2005決勝第2戦・UAEのアル・アインFC戦で得点を決めるなど優勝に貢献した。
ローン終了に伴いミドルズブラとの契約が切れたジョブは、2006-07シーズンのプレーシーズンにワトフォードFCのトレーニングに参加する も契約を勝ち取ることは出来なかった。

### その後
2006年9月16日にリーグ・アンのCSスダン・アルデンヌと1年契約を結び、28試合10得点を記録した。
2007年夏にOGCニースに2年契約で加入。2008年6月22日にサンデー・ミラー紙は、自由移籍でイングランド2部のブラックプールFCと契約すると報じた が、実現せずにアル・ハリティヤスSCに移籍した。
アル・ハリティヤスでは、加入した2008-09シーズンにチームは最下位に終わるも、翌シーズンからチーム数が増加するため降格を逃れた。2009年7月にレフスキ・ソフィアと接触するも移籍することは叶わず、トルコのディヤルバクルスポルと契約した。
2010年3月15日に自由移籍でリールセSKに加入。ホームで行われたKVトゥルンハウト戦で1点のビハインドを追いかける中、途中出場の形でデビューすると2得点1アシストと全ての得点に絡む活躍を見せ、3-1の逆転勝利に大きく貢献した。また、ワースラント＝ベフェレン戦 (2-0) でも得点を挙げ、最終的にチームはベルギー2部優勝を果たした。2010年6月21日に契約を2年延長した が、2011年8月31日に同胞のルドルフ・ドゥアラと共に退団した。

## 代表経歴
フランスで生まれたジョブは、フランス代表としてプレーすることを望んでいたものの、父の助言もありカメルーン代表からの招集を受け入れ、1997年のウェンブリー・スタジアムでのイングランド戦 (0-2) でデビューを果たした。FIFAコンフェデレーションズカップ2003を最後に暫く代表から遠ざかっていたが、2007年3月24日のアフリカネイションズカップ2008予選・リベリア戦で久しぶりに招集された。2008年1月のスーダンとの親善試合で得点を決めると、アフリカネイションズカップ2008予選のザンビア戦 (5-1) で2得点を挙げて2試合3得点と好調さを見せたことから、本大会のメンバー入りを果たした。

## 代表歴

### 出場大会
- カメルーン代表
  - 1998 FIFAワールドカップ
  - 2002 FIFAワールドカップ

### 試合数
- 国際Aマッチ 52試合 9得点（1997年-2009年）[16]

| カメルーン代表 | 国際Aマッチ | 国際Aマッチ |
| 年             | 出場        | 得点        |
| -------------- | ----------- | ----------- |
| 1997           | 3           | 1           |
| 1998           | 12          | 1           |
| 1999           | 3           | 2           |
| 2000           | 6           | 0           |
| 2001           | 7           | 1           |
| 2002           | 3           | 0           |
| 2003           | 6           | 1           |
| 2004           | 3           | 1           |
| 2005           | 2           | 0           |
| 2006           | 0           | 0           |
| 2007           | 3           | 0           |
| 2008           | 3           | 2           |
| 2009           | 1           | 0           |
| 通算           | 52          | 9           |

## 獲得タイトル

### クラブ
ミドルズブラFC
- フットボールリーグカップ : 2004

アル・イテハド
- AFCチャンピオンズリーグ : 2005